# Trevor Edwards
Trevor Edwards (Rhondda, 1937. január 24. – Queensland, 2024. május 30.) válogatott walesi labdarúgó, hátvéd.

## Pályafutása

### Klubcsapatban
1956 és 1960 között az angol Charlton Athletic, 1960 és 1964 között a Cardiff City labdarúgója volt. 1964-től Ausztráliban élt. 1964 és 1968 között a Sydney Hakoah játékosa volt, ahol két ausztrálkupa-győzelmet szerzett a csapattal. 1969-ben a Melita Eagles, 1970 és 1972 között a Marconi játékosa volt.

### A válogatottban
1957-ben két alkalommal szerepelt a walesi válogatottban. Tagja volt az 1958-as svédországi világbajnokság részt vevő csapatnak, de mérkőzésen nem szerepelt.

## Sikerei, díjai
Sydney Hakoah
- Ausztrál kupa
  - győztes (2): 1965, 1968

## Statisztika

### Mérkőzései a walesi válogatottban
| Wales | Wales             | Wales                  | Wales          | Wales    | Wales    | Wales              | Wales | Wales   |
| #     | Dátum             | Helyszín               | Hazai          | Eredmény | Vendég   | Kiírás             | Gólok | Esemény |
| ----- | ----------------- | ---------------------- | -------------- | -------- | -------- | ------------------ | ----- | ------- |
| 1.    | 1957. április 10. | Belfast, Windsor Park  | Észak-Írország | 0 – 0    | Wales    | brit házibajnokság | -     |         |
| 2.    | 1957. május 19.   | Lipcse, Zentralstadion | NDK            | 2 – 1    | Wales    | vb-selejtező       | -     |         |
|       | Összesen          |                        |                | 2        | mérkőzés |                    | 0     | gól     |